# Mark Rothko
Marcus Rothkowitz (/ˈrɒθkoʊ/; en letón, Markuss Rotkovičs; Daugavpils, Letonia, 25 de septiembre de 1903-Nueva York, 25 de febrero de 1970), conocido como Mark Rothko, fue un pintor y grabador estadounidense nacido en Letonia.
Ha sido asociado con el movimiento contemporáneo del expresionismo abstracto, a pesar de que en varias ocasiones expresó su rechazo a la categoría «alienante» de «pintor abstracto». En 1925 inició su carrera como pintor en Nueva York de modo autodidacta. En torno a 1940 realizaba una pintura muy similar a la obra de Barnett Newman y Adolph Gottlieb, próxima al surrealismo y plagada de formas biomórficas. A partir de 1947 su estilo cambió y comenzó a pintar grandes cuadros con capas finas de color. Con el paso de los años, la mayoría de sus composiciones tomaron la forma de dos rectángulos confrontados con bordes desdibujados por veladuras.
Son frecuentes los grandes formatos que envuelven al espectador, con la finalidad de hacerle partícipe de una experiencia mística, ya que Rothko daba un sentido religioso a su pintura. Al final de su vida sus cuadros son de tonalidades oscuras, con abundancia de marrones, violetas, granates y, sobre todo, negros. Corresponde a esta época la Capilla Rothko de la familia De Menil, en Houston, un espacio de oración donde catorce cuadros rodean un espacio octogonal dedicado a la meditación.

## Biografía

### Infancia
Mark Rothko nació en el seno de una familia judía de Daugavpils, en el Imperio ruso del que Letonia formaba parte. Su padre Jacob, era un farmacéutico e intelectual, que educó a sus hijos con ideas seculares y políticas, en vez de normas religiosas; y su madre era Anna Goldin Rothkowitz. Rothko fue el cuarto hijo de este matrimonio.
Sus hermanos eran Sonia, Moise (quien cambió su nombre más tarde a Maurice) y Albert. A los cinco años, fue inscrito en un Jéder, donde estudió el Talmud y fue el único de los hermanos en recibir este tipo de educación religiosa. Todos sus hermanos mayores fueron educados en escuelas públicas, bajo una doctrina laica.
Durante el período de la Rusia zarista, Daugavpils estuvo libre de violencia, a pesar de que en el ambiente general los judíos eran culpados por los males que habían caído sobre Rusia. No obstante, se cree que su niñez estuvo plagada de miedo, debido a que pudo haber presenciado algún acto de violencia ocasional llevado a cabo por los cosacos hacia los judíos que intentaban hacer levantamientos revolucionarios. De este periodo existe una memoria que fue manifestada en varias ocasiones por Rothko, en la que expresa: 

Los Cosacos se llevaron a los judíos del pueblo hacia los bosques y les hicieron cavar una fosa común [...] Imaginé esa tumba cuadrada tan claramente que no estaba seguro si realmente la masacre ocurrió durante mi existencia. Siempre estuve atormentado por la imagen de esa tumba y que de alguna manera profunda estaba encerrada en mi obra pictórica.

Algunos críticos han interpretado el uso tardío de las formas rectangulares en la obra de Rothko como una representación de estas tumbas. Sin embargo, sus recuerdos han sido cuestionados debido a que ninguna ejecución masiva se cometió durante ese periodo en Daugavpils o en los alrededores.

### Emigración a los Estados Unidos
Su padre, Jacob, decidió emigrar a los Estados Unidos en 1910, con la ayuda financiera de su tío Samuel —quien cambió su apellido a Weinstein—, y partió con el temor de que sus hijos fueran reclutados en el ejército zarista. En esta época numerosos judíos abandonaron Daugavpils debido al inicio de las purgas cosacas y Jacob con dos de sus hermanos lograron salir de Rusia, para establecerse en Portland, Oregón como fabricantes de ropa. 
Sin embargo, Mark, con su madre Anna y su hermana Sonia permanecieron en Rusia, y viajaron en 1913 a Estados Unidos para reunirse con su padre y con sus hermanos Albert y Moise, que habían viajado en 1912. Finalmente llegaron a los Estados Unidos, el 17 de agosto, en un barco llamado SS Czar, después de una travesía de doce días que inició en la ciudad de Liepāja. El 27 de marzo de 1914, su padre, Jacob, falleció a causa de un cáncer de colon, dejando a su familia sin un soporte económico. La familia se vio obligada a trabajar en el negocio familiar de los Weinstein, mientras que Rothko se dedicó a vender periódicos en la calle.
En 1913, lo matricularon en la escuela Failing School, en donde no había tutoría del idioma inglés para los hijos de los inmigrantes. Finalmente, en 1915, ingresó en la escuela Shattuck Elementary School y en el lapso de un año logró completar y acelerar su educación de tercer grado a quinto grado. En 1918 ingresó a la secundaria Lincoln High School, ubicada en Portland, y se graduó a los diecisiete años en junio de 1921. Durante su periodo de educación no recibió clases formales de arte, pero realizó bosquejos y dibujos. Además se convirtió en miembro del centro de la comunidad judía, donde probó ser un experto orador en discusiones sobre política. Al igual que su padre, Rothko era liberal y le apasionaban los temas sobre los derechos del trabajador y el derecho de las mujeres a la anticoncepción. Generalmente los judíos liberales apoyaban la Revolución rusa, a pesar de que su convicción política podría ser descrita como decorativa en el sentido de que nunca estuvo comprometido con actividades políticas. Entre algunos de los pasatiempos de su juventud estaban su afición por tocar el piano y la mandolina, y asimismo dedicaba parte de su tiempo libre a escribir poemas.
Alrededor de 1922 ingresó en la Universidad de Yale con una beca, pero abandonó sus estudios antes de graduarse. La intención inicial de Rothko era estudiar las carreras de Derecho e Ingeniería, y por esta razón tomó clases de física, filosofía y economía. Empezó sus estudios universitarios en compañía de dos de sus amigos provenientes de Portland, Aaron Director y Max Naimark. Sin embargo, su beca y las becas de sus amigos fueron canceladas al final del primer año de estudios. Esta situación lo obligó a realizar trabajos de media jornada, como ayudante de lavandería y mensajero, para poder pagar sus estudios.
Durante sus estudios en Yale, se dice que sufrió ataques antisemitas de diversos miembros de la facultad. Esto impulsó a Rothko, junto con sus amigos, a crear una revista clandestina titulada The Yale Saturday Evening Pest en la que se hacía sátira del sentimiento elitista de algunos miembros de la comunidad. En el año de 1923, Rothko abandonó sus estudios en Yale, sin haber recibido clases de arte aunque regresaría 46 años más tarde para recibir un título honorario.

## Carrera artística
En 1923, tras abandonar sus estudios en Yale, decidió mudarse a Nueva York. En esta ciudad, tuvo su primer encuentro con el arte en la Liga de estudiantes de arte de Nueva York, y describió su experiencia de la siguiente forma: 

Entonces un día resultó que presencié una clase de arte, con el motivo de encontrarme con un amigo que estaba asistiendo al curso. Todos los estudiantes estaban realizando un bosquejo de una modelo desnuda, y en ese momento decidí que esa era la vida para mí.

De esta manera se ha demostrado que su afición al arte fue tardía, cuando contaba con veinte años de edad. Esta nueva afición por el arte, lo impulsó a matricularse en la Liga de estudiantes de arte de Nueva York, pero a los dos meses decidió regresar a Portland a visitar a su familia, y durante su viaje resolvió unirse a un grupo de teatro dirigido por la esposa de Clark Gable, llamada Josephine Dillon. Sin embargo, Rothko fracasó debido a que no tenía la apariencia necesaria para ser actor de cine.
En 1925, Rothko regresó a Nueva York e inició su formación artística en el instituto New School of Design, donde uno de sus profesores fue el artista Arshile Gorky, quien era miembro del movimiento vanguardista. En otoño del mismo año recibió clases en la Liga de estudiantes de arte de Nueva York, impartidas por el artista de bodegones Max Weber, de origen ruso. A través de Weber, empezó a visualizar al arte como una herramienta de expresión emocional y religiosa, consecuentemente sus pinturas de este periodo demuestran la influencia de su instructor.

### Círculo de Rothko

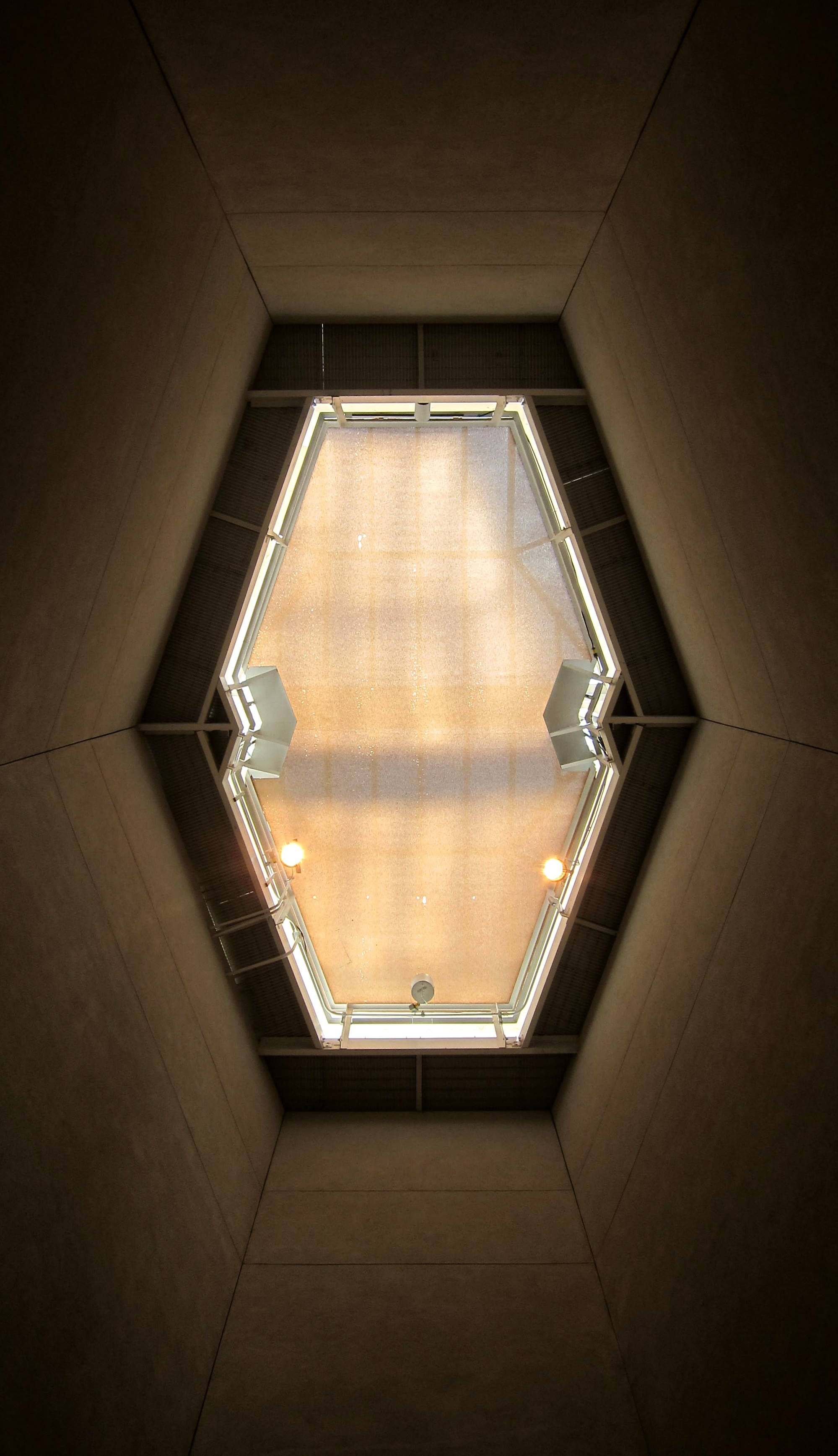
In the Tower - Mark Rothko

La mudanza a Nueva York le sumergió en una atmósfera fértil para experimentar con el arte proveniente de todas las culturas y todos los periodos. Los pintores modernos realizaban sus exhibiciones en las galerías de arte neoyorquinas, y los museos de dicha ciudad eran recursos impagables de desarrollo del conocimiento artístico, la experiencia y las habilidades. Entre sus influencias tempranas estaban las obras de los expresionistas alemanes, los trabajos del surrealista Paul Klee, y las pinturas de Georges Rouault. En 1928, Rothko tuvo su propia exhibición conjuntamente con un grupo de jóvenes artistas en la Galería Oportunidad (en inglés, Opportunity Gallery). Sus pinturas incluían interiores oscuros, expresionistas, temperamentales, así como escenas urbanas, y fueron ampliamente aceptados por los críticos y sus colegas. A pesar de su creciente fama, aún necesitaba complementar sus ingresos, así que en 1929 empezó a dar clases de pintura y escultura en arcilla en la academia Center Academy en Brooklyn, donde permaneció como profesor hasta 1952.
En esta época conoció a Adolph Gottlieb, quien conjuntamente con Barnett Newman, Joseph Solman y John Graham formaban parte de un grupo de jóvenes artistas seguidores del pintor Milton Avery. Avery estilizó las pinturas relacionadas con escenarios naturales por medio de un vasto conocimiento de la forma y el color, convirtiéndose en una importante influencia en el arte de Rothko, como puede apreciarse en la obra titulada Bañistas, o escena de playa (en inglés, Bathers, or Beach Scene), de 1933.
Rothko, su mentor Avery y sus colegas pasaban largas temporadas vacacionales en las localidades de Lake George y Gloucester, en Massachusetts. Generalmente, de día se dedicaban a pintar y de noche a discutir sobre arte. En una visita a Lake George en 1932, conoció a Edith Sachar, una diseñadora de joyas que se convertiría en su esposa el 12 de noviembre del mismo año. En un principio mantuvieron una estrecha relación basaba en el apoyo mutuo.
El siguiente verano, Rothko presentó su primera exposición individual en el museo de arte de Portland, donde exhibió mayoritariamente dibujos y acuarelas, y también algunos trabajos de sus estudiantes preadolescentes del instituto Center Academy. Su familia nunca comprendió su decisión de ser artista, especialmente, en una época en la que la economía estaba en crisis debido a la Gran Depresión. Después de sufrir varios percances financieros, sus familiares, los Rothkoviches, estaban desconcertados por su aparente indiferencia por las necesidades económicas; sentían que estaba perjudicando a su madre, por no encontrar una carrera más lucrativa y realista.

### Primera exposición
Cuando regresó a Nueva York, sin el apoyo de su familia, realizó la primera exposición individual de sus trabajos artísticos en la Contemporary Arts Gallery, del 21 de noviembre al 9 de diciembre de 1933, donde presentó quince pinturas al óleo, en su mayoría retratos, con algunas acuarelas y dibujos. Sin embargo, fueron los óleos los que captaron la atención de los críticos de arte por la riqueza del color y su dominio artístico, sobrepasando la influencia ejercida por Avery. A finales de 1935, se unió a un grupo de artistas conformado por Ilya Bolotowsky, Ben-Zion, Adolph Gottlieb, Lou Harris, Ralph Rosenborg, Louis Schanker y Joseph Solmon. El conjunto de artistas recibió el nombre de Los diez o Los diez disidentes de Whitney (en inglés, The Ten o Whitney Ten Dissenters), y su misión, según el catálogo de 1937 de la galería Mercury Gallery, era protestar contra la presunta equivalencia entre la pintura estadounidense y la pintura literal.

## Fases en el arte de Rothko
| Fase        | Años      | Características                                               | Obra representativa           |
| ----------- | --------- | ------------------------------------------------------------- | ----------------------------- |
| Realista    | 1924-1940 | Escenas realistas con trazos de escasa definición             | Sin título (metro), 1937      |
| Surrealista | 1940-1946 | Figuras esquemáticas o irreconocibles, con fondos indefinidos | La profecía del águila, 1942  |
| Transición  | 1946-1949 | Manchas de color superpuestas abstractas                      | Sin título (Multiforms), 1945 |
| Clásica     | 1949-1970 | Manchas de color más simples y cuidadas                       | Homenaje a Matisse, 1954      |

## Fallecimiento

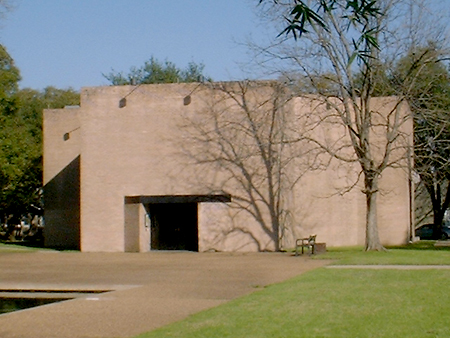
Capilla Mark Rothko en Houston, Texas

Un episodio depresivo, posiblemente relacionado con la ingesta de antidepresivos, y su gran adicción al alcohol llevaron a Rothko al suicidio. 